# بلايدون (دائرة انتخابية في المملكة المتحدة)
بلايدون  (بالإنجليزية: Blaydon)‏ هي إحدى الدوائر الانتخابية في المملكة المتحدة الممثلة في مجلس العموم في برلمان المملكة المتحدة.
عضو البرلمان الذي يمثلها حالياً هو :Mr David Anderson (Lab).